# Paweł Hajduczek
Paweł Hajduczek (ur. 17 maja 1982 w Jastrzębiu-Zdroju) – polski piłkarz, grający na pozycji pomocnika.

## Kariera piłkarska

### Kariera klubowa
Karierę zaczynał w GKS-ie Jastrzębie. Potem był zawodnikiem m.in. AJ Auxerre, Podbeskidzia Bielsko-Biała, Polonii Warszawa. W 2005 wyjechał do Grecji, gdzie bronił barw klubów PAS Janina oraz Olympiakosu Volos. W lutym 2008 podpisał kontrakt z ukraińską Tawriją Symferopol. Następnie, w 2010 roku przeniósł się do Metałurha Zaporoże. W 2012 roku powrócił do Polski, zostając piłkarzem Chojniczanki Chojnice. Po krótkim w niej pobycie ponownie wyjechał zagranicę, gdzie bronił barw kazachskiego FK Astana-1964 oraz gruzińskiego Sioni Bolnisi. W 2014 roku ponownie powrócił do kraju zasilając szeregi ŁKS-u Łódź.

### Kariera reprezentacyjna
Występował w reprezentacji U-16.

## Sukcesy i odznaczenia

### Sukcesy klubowe
- zdobywca Pucharu Ukrainy: 2009/10

### Sukcesy reprezentacyjne
- wicemistrz Mistrzostw Europy U-16: 1999